# Ізмаїл Ісраель Менгс
Ісмаель Ісраель Менгс (нім. Ismael Israel Mengs; 1690 - 26 грудня 1764) - німецький художник-мініатюрист данського походження.

## Біографія
Ізмаїл народився 1690 року в місті Копенгаген в єврейській родині, яка пізніше перейшла в лютеранство. Перебравшись жити в Дрезден, Ізмаїл з 1714 року стає придворним живописцем Августа III Саксонського. У 1718-1719, 1741-1744, 1746-1749 і 1763-1764 роках Менгс-старший працював у Римі.
У 1751 році Дрездені Ізмаїл Менгс керував пансіоном, отримуючи дохід в 2200 доларів на рік. Є відомості, що пізніше Менгс-старший був призначений директором Академії мистецтв у Дрездені.
В історію живопису Ізмаїл Менгс увійшов, перш за все, як батько і вчитель своїх талановитих дітей - сина Антона Рафаеля Менгса і дочок - Терезії Конкордії Менгс - Марон і Юліани Шарлотти Менгс (Juliana Charlotte Mengs). В одному з джерел ще згадується дочка Менгса Анна (Ana Maria Mengs, 1751-1793), яка теж була художницею, вийшла заміж за якогось іспанського письменника і поїхала до Іспанії, але більше відомостей про неї немає.